# William Reynolds (attore)
William Reynolds, alla nascita William de Clerq Reynolds (Los Angeles, 9 dicembre 1931 – Wildomar, 24 agosto 2022), è stato un attore statunitense noto per aver interpretato il ruolo dell'agente speciale Tom Colby nella serie televisiva F.B.I..

## Biografia
Suo padre era diretto discendente dell'eroe della Rivoluzione americana Nathaniel Reynolds e, indirettamente, dai passeggeri del Mayflower John Howland e John Billington; inoltre era componente dei Sons of the American Revolution e della General Society of Colonial Wars. Sua madre, di ascendenza quasi interamente britannica, discendeva da Thomas Hinckley ed era una componente delle Daughters of the American Revolution; credeva inoltre che fosse parzialmente di discendenza ugonotta, motivo per cui diede a William un secondo nome francese: tuttavia, a differenza dei suoi antenati più famosi, durante la sua vita le sue radici ugonotte non poterono essere confermate. A tal proposito, William affermò «questo genere di cose non è mai stato così importante per me come lo era per loro», aggiungendo «È abbastanza carino da sapere, ma queste cose le sento talmente lontane da avere valore relativo». La madre morì quando lui aveva cinque anni e fu mandato in diversi collegi. Alla fine ha frequentato assiduamente il Pasadena City College e ha lavorato nel loro dipartimento come attore radiofonico.
Dopo aver cominciato la carriera teatrale in ruoli minori, un agente lo segnalò come "bello, capace e talentuoso" facendogli firmare nel 1952 un contratto con la Universal Studios iniziando ad apparire l'anno precedente. Il suo primo ruolo di rilievo – accanto a Laurence Olivier – lo ebbe in Gli occhi che non sorrisero. Reynolds venne arruolato nella United States Army, e mentre era in viaggio per combattere nella Guerra di Corea rimase in Giappone recitando in lavori radiofonici. Rientrato in patria, tornò alla Universal apparendo nel film horror Il culto del cobra e nei melodrammi diretti da Douglas Sirk Secondo amore e Quella che avrei dovuto sposare, impersonando spesso il figlio del protagonista.
Stancatosi presto dei suoi ruoli noiosi e stereotipizzati, abbandonò quasi totalmente il grande schermo. Passato alla televisione, iniziò ad ottenere una certa popolarità nel 1959 con il ruolo da protagonista in Pete Kelly's Blues e consolidando una stretta amicizia con il produttore e attore Jack Webb e con Rod Serling. Altri ruoli di rilievo furono quello di Sandy Wade in The Islanders (1960-61), trasmessa dalla ABC, e del capitano Jim Benedict in The Gallant Men (1962-63), oltre ad apparire come guest star in diverse altre serie, tra le quali Ai confini della realtà. Nel 1966 effettuò l'ultima sua apparizione cinematografica, recitando nel ruolo di Hodoo Henderson da adulto nel film prodotto dalla Walt Disney Pictures I ragazzi di Camp Siddons.
La sua grande occasione arrivò nel 1966, recitando insieme a Efrem Zimbalist Jr. nella lunga serie della ABC F.B.I., dapprima come guest star nella prima e seconda stagione, per poi ottenere il ruolo dell'agente speciale Tom Colby dal 1967 al 1973. Per la nona e ultima stagione, tra il 1973 e il 1974, venne sostituito da Shelly Novack poiché considerato troppo anziano per quella parte, riuscendo comunque a rientrare nel personaggio in due apparizioni finali.
Dopo, abbandonò il mondo dello spettacolo – salvo rientrarvi nel 1978 comparendo in un episodio della serie televisiva Project UFO – completò gli studi in giurisprudenza ed esercitò la professione di avvocato specializzato nelle controversie immobiliari. Sposato dal 1950 con Molly Sinclair – unione che durò fino al 1992, anno della scomparsa di lei – ebbe una figlia nel 1958 e un figlio l'anno seguente.

## Filmografia

### Cinema
- A.A. criminale cercasi (Dear Brat), regia di William A. Seiter (1951)
- No Questions Asked, regia di Harold F. Kress (1951)
- Rommel, la volpe del deserto (The Desert Fox: The Story of Rommel), regia di Henry Hathaway (1951)
- L'ultimo fuorilegge (The Cimarron Kid), regia di Budd Boetticher (1952)
- Kociss, l'eroe indiano (The Battle at Apache Pass), regia di George Sherman (1952)
- Il capitalista (Has Anybody Seen My Gal?), regia di Douglas Sirk (1952)
- Francis all'Accademia (Francis Goes to West Point), regia di Arthur Lubin (1952)
- Gli occhi che non sorrisero (Carrie), regia di William Wyler (1952)
- Il figlio di Alì Babà (Son of Alì Babà), regia di Kurt Neumann (1952)
- La grande sparatoria (The Raiders), regia di Lesley Selander (1952)
- L'avventuriero della Luisiana (The Mississippi Gambler), regia di Rudolph Maté (1953)
- Il dominatore del Texas (Gunsmoke), regia di Nathan Juran (1953)
- Il culto del cobra (Cult of the Cobra), regia di Francis D. Lyon (1955)
- Quella che avrei dovuto sposare (There's Always Tomorrow), regia di Douglas Sirk (1955)
- Secondo amore (All That Heaven Allows), regia di Douglas Sirk (1955)
- Scialuppe a mare (Away All Boats), regia di Joseph Pevney (1956)
- Le avventure di mister Cory (Mister Cory), regia di Blake Edwards (1957)
- Prigionieri dell'Antartide (The Land Unknown), regia di Virgil W. Vogel (1957)
- The Big Beat, regia di Will Cowan (1958)
- The Thing That Couldn't Die, regia di Will Cowan (1958)
- Far West (A Distant Trumpet), regia di Raoul Walsh (1964)
- I ragazzi di Camp Siddons (Follow Me, Boys!), regia di Norman Tokar (1966)

### Televisione
- Lux Video Theatre – serie TV, un episodio (1957)
- Maverick – serie TV, 4 episodi (1958-1959)
- Bronco – serie TV, episodio 1x09 (1959)
- I racconti del West (Zane Grey Theatre) – serie TV, episodio 3x21 (1959)
- Carovane verso il west (Wagon Train) – serie TV, un episodio (1959)
- Pete Kelly's Blues – serie TV, 13 episodi (1959)
- The Millionaire – serie TV, un episodio (1959)
- Ai confini della realtà (The Twilight Zone) – serie TV, un episodio (1960)
- The Islanders – serie TV, 25 episodi (1960-1961)
- The Roaring 20's – serie TV, un episodio (1961)
- Cheyenne – serie TV, un episodio (1961)
- The Gallant Men – serie TV, 26 episodi (1962-1963)
- La legge del Far West (Temple Houston) – serie TV, episodio 1x07 (1963)
- O.K. Crackerby! – serie TV, un episodio (1964)
- F.B.I. (The F.B.I.) – serie TV, 161 episodi (1966-1974)
- Dragnet – serie TV, un episodio (1967)
- Project UFO – serie TV, un episodio (1978)

## Doppiatori italiani
Nelle versioni italiane dei suoi film, William Reynolds è stato doppiato da:
- Pino Locchi in Secondo amore, Rommel la volpe del deserto
- Gianfranco Bellini in Il capitalista
- Giuseppe Rinaldi in Le avventure di mister Cory
- Massimo Turci in I ragazzi di Camp Siddons